# Scopodes wei
Scopodes wei is een keversoort uit de familie van de loopkevers (Carabidae). De wetenschappelijke naam van de soort is voor het eerst geldig gepubliceerd in 1989 door R.T & J.R.Bell.